# Platysenta naolina
Platysenta naolina là một loài bướm đêm trong họ Noctuidae.